# Valter Ani
Valter Ani ( ros. Вальтер Фрицевич Ани, ur. 30 stycznia 1914 we wsi Niżnije Osielki w guberni sankt-petersburskiej, zm. 19 lipca 1990 w Tallinnie) – działacz partyjny i państwowy Estońskiej SRR.

## Życiorys
W 1936 ukończył technikum energetyczne w Leningradzie, 1936–1939 pracował jako technik laborant, technik konstruktor i technik w Leningradzie, 1939–1941 służył w Armii Czerwonej, 1941–1945 pracował w przemyśle obronnym. Od 1944 należał do WKP(b), w 1945 został instruktorem KC Komunistycznej Partii (bolszewików) Estonii, potem do 1948 był zastępcą kierownika wydziału KC tej partii, a 1948–1949 II sekretarzem Komitetu Miejskiego KP(b)E w Kohtla-Järve. W 1949 zaocznie ukończył Wyższą Szkołę Partyjną przy KC WKP(b), 1949–1951 pracował w KC KP(b)E, 1951–1952 był sekretarzem, a od maja 1952 do czerwca 1961 I sekretarzem Komitetu Miejskiego KP(b)E/KPE w Tallinie. Od 19 września 1952 do 7 stycznia 1964 i ponownie od 3 marca 1966 do 28 stycznia 1981 był członkiem KC KPE, w tym od 15 lutego 1954 do 27 września 1961 członkiem Biura KC KPE, a od 19 czerwca 1961 do 27 marca 1979 ministrem spraw wewnętrznych/ministrem ochrony porządku publicznego/ministrem spraw wewnętrznych Estońskiej SRR w stopniu generała porucznika służby wewnętrznej, w marcu 1979 przeszedł na emeryturę.

## Odznaczenia
- Order Czerwonego Sztandaru Pracy (trzykrotnie)
- Order Czerwonej Gwiazdy
- Order „Znak Honoru”